# Суайо
Суайо́ (фр. Soyaux) — коммуна во Франции, находится в регионе Пуату — Шаранта. Департамент — Шаранта. Главный город кантона Суайо. Округ коммуны — Ангулем.
Код INSEE коммуны — 16374.
Коммуна расположена приблизительно в 400 км к юго-западу от Парижа, в 105 км южнее Пуатье, в 4 км к востоку от Ангулема.

## Население
Население коммуны на 2008 год составляло 10 289 человек.
| 1962 | 1968   | 1975   | 1982   | 1990   | 1999   | 2008   |
| ---- | ------ | ------ | ------ | ------ | ------ | ------ |
| 6588 | 11 680 | 12 717 | 10 903 | 10 353 | 10 180 | 10 289 |

## Климат
Климат океанический. Ближайшая метеостанция находится в городе Коньяк.
| Показатель                        | Янв. | Фев. | Март | Апр. | Май  | Июнь | Июль | Авг. | Сен. | Окт. | Нояб. | Дек. | Год   |
| --------------------------------- | ---- | ---- | ---- | ---- | ---- | ---- | ---- | ---- | ---- | ---- | ----- | ---- | ----- |
| Средний суточный максимум, °C     | 8,7  | 10,5 | 13,1 | 15,9 | 19,5 | 23,1 | 26,1 | 25,4 | 23,1 | 18,5 | 12,4  | 9,2  | 17,7  |
| Средняя температура, °C           | 5,4  | 6,7  | 8,5  | 11,1 | 14,4 | 17,8 | 20,2 | 19,7 | 17,6 | 13,7 | 8,6   | 5,9  | 12,5  |
| Средний суточный минимум, °C      | 2,0  | 2,8  | 3,8  | 6,2  | 9,4  | 12,4 | 14,4 | 14,0 | 12,1 | 8,9  | 4,7   | 2,6  | 7,8   |
| Норма осадков, мм                 | 80,4 | 67,3 | 65,9 | 68,3 | 71,6 | 46,6 | 45,1 | 50,2 | 59,2 | 68,6 | 79,8  | 80,0 | 783,6 |
| Источник: Relevé météo des Cognac |      |      |      |      |      |      |      |      |      |      |       |      |       |

## Экономика
В 2007 году среди 6372 человек в трудоспособном возрасте (15—64 лет) 4397 были экономически активными, 1975 — неактивными (показатель активности — 69,0 %, в 1999 году было 69,0 %). Из 4397 активных работали 3486 человек (1815 мужчин и 1671 женщина), безработных было 911 (379 мужчин и 532 женщины). Среди 1975 неактивных 631 человек были учениками или студентами, 491 — пенсионерами, 853 были неактивными по другим причинам.

## Достопримечательности
- Приходская церковь Св. Матфея (XII век). Исторический памятник с 1949 года[3]
  - Бронзовый колокол (1571 год). На колоколе выгравирована надпись: S. MATHIA ORA PRO NOBIS. LAN MVLXXI. JE FUT FAICTE POUR SUO. Исторический памятник с 1933 года[4]
  - Бронзовый колокол (1581 год). На колоколе выгравирована надпись: +SANCTE PETRE ORA PRO NOBIS. L.MVIIIIXX ET UNG. Исторический памятник с 1933 года[5]
  - Реликварий (XIII век). Бронзовая пластина с остатками эмалевых перегородок, размеры — 65×65 см. Исторический памятник с 2002 года[6]
  - Пасхальный подсвечник (XVIII век). Исторический памятник с 1908 года[7]
- Поместье Фреженёй (1773 год). Исторический памятник с 1996 года[8]

## Города-побратимы
- Монифит (Шотландия, с 1994)[9]
- Палос-де-ла-Фронтера (Испания, с 1995)[9]
- Иванчице (Чехия, с 2001)[9]

## Фотогалерея

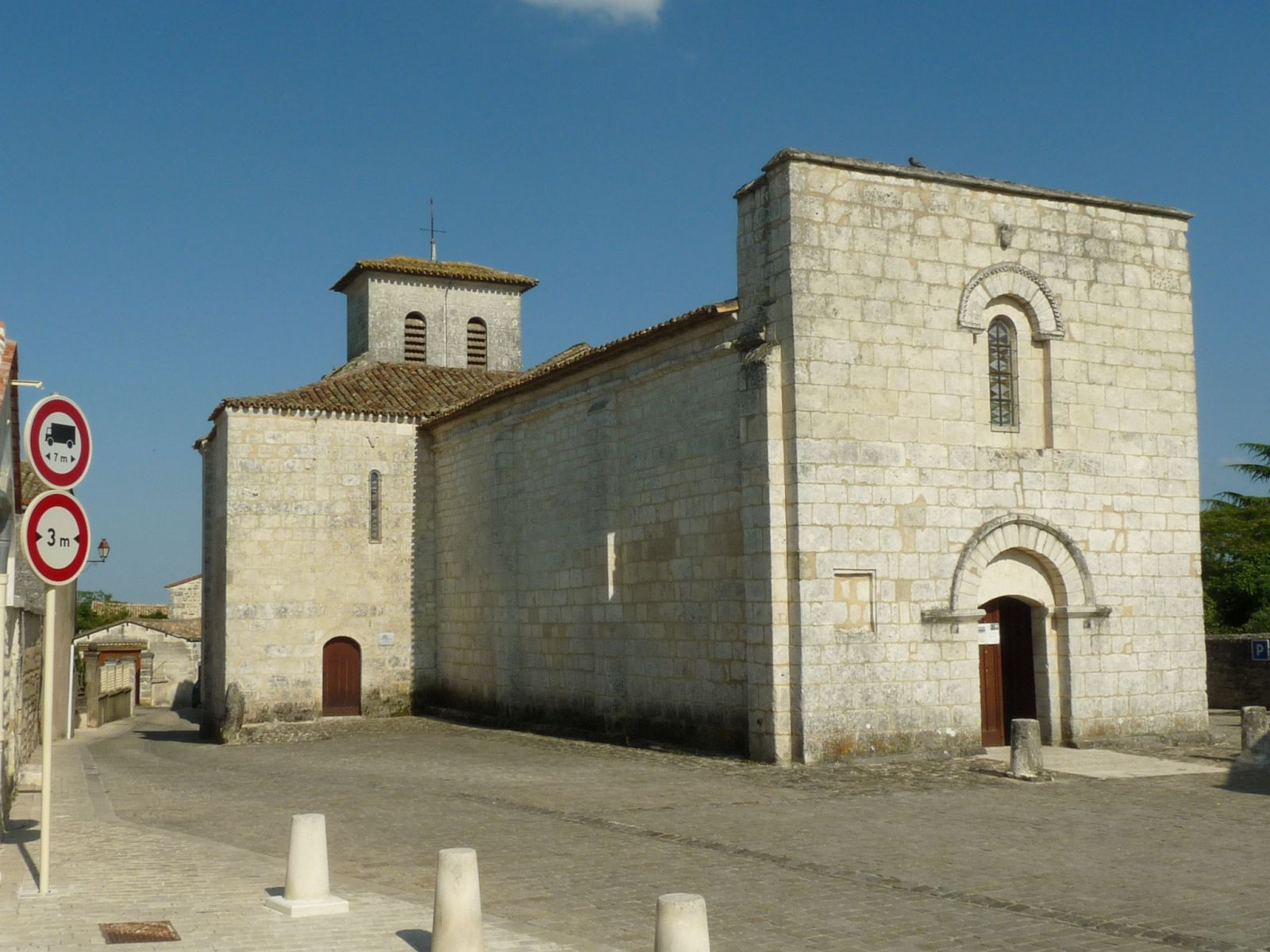
Церковь Св. Матфея
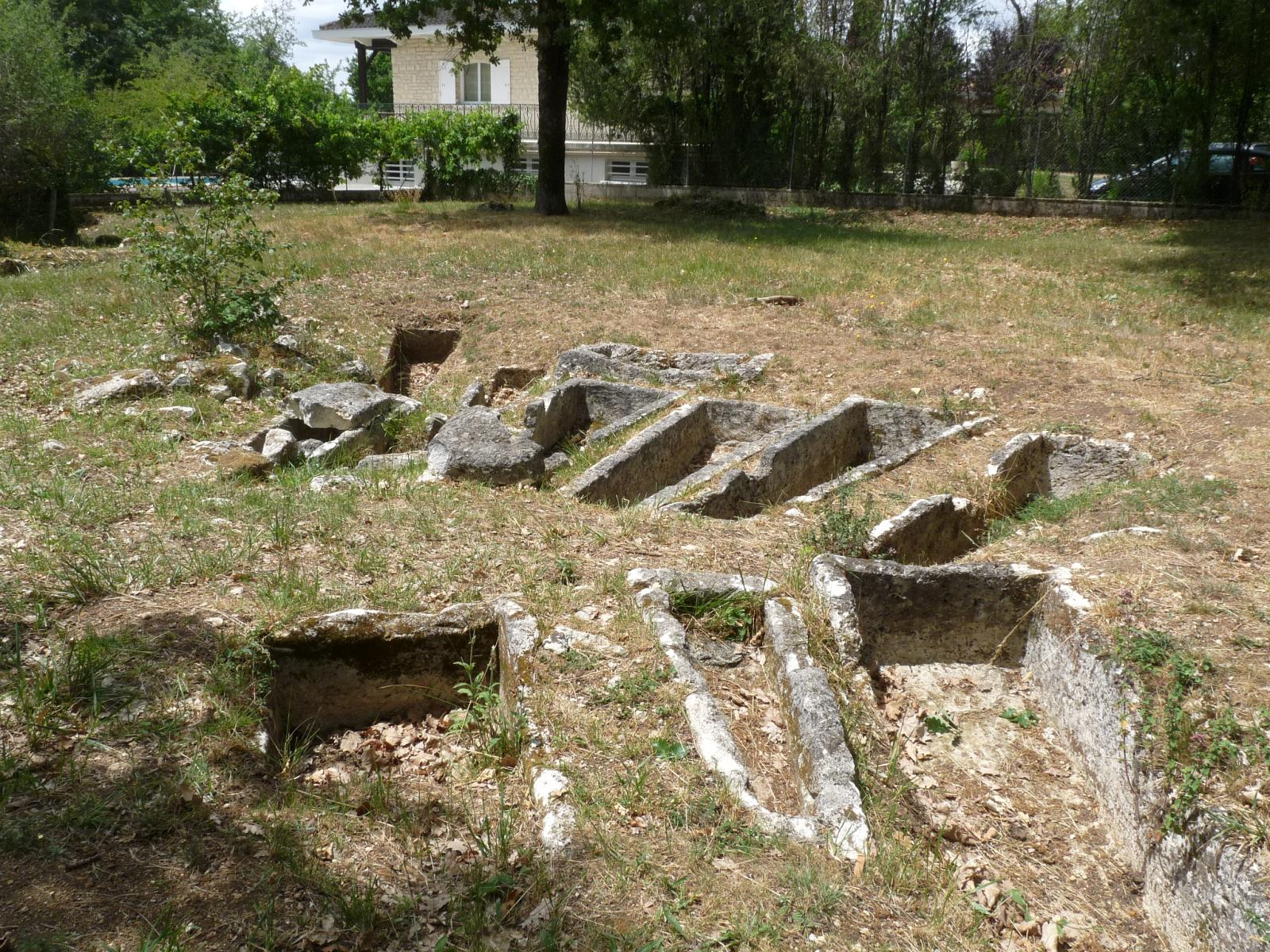
Средневековое кладбище
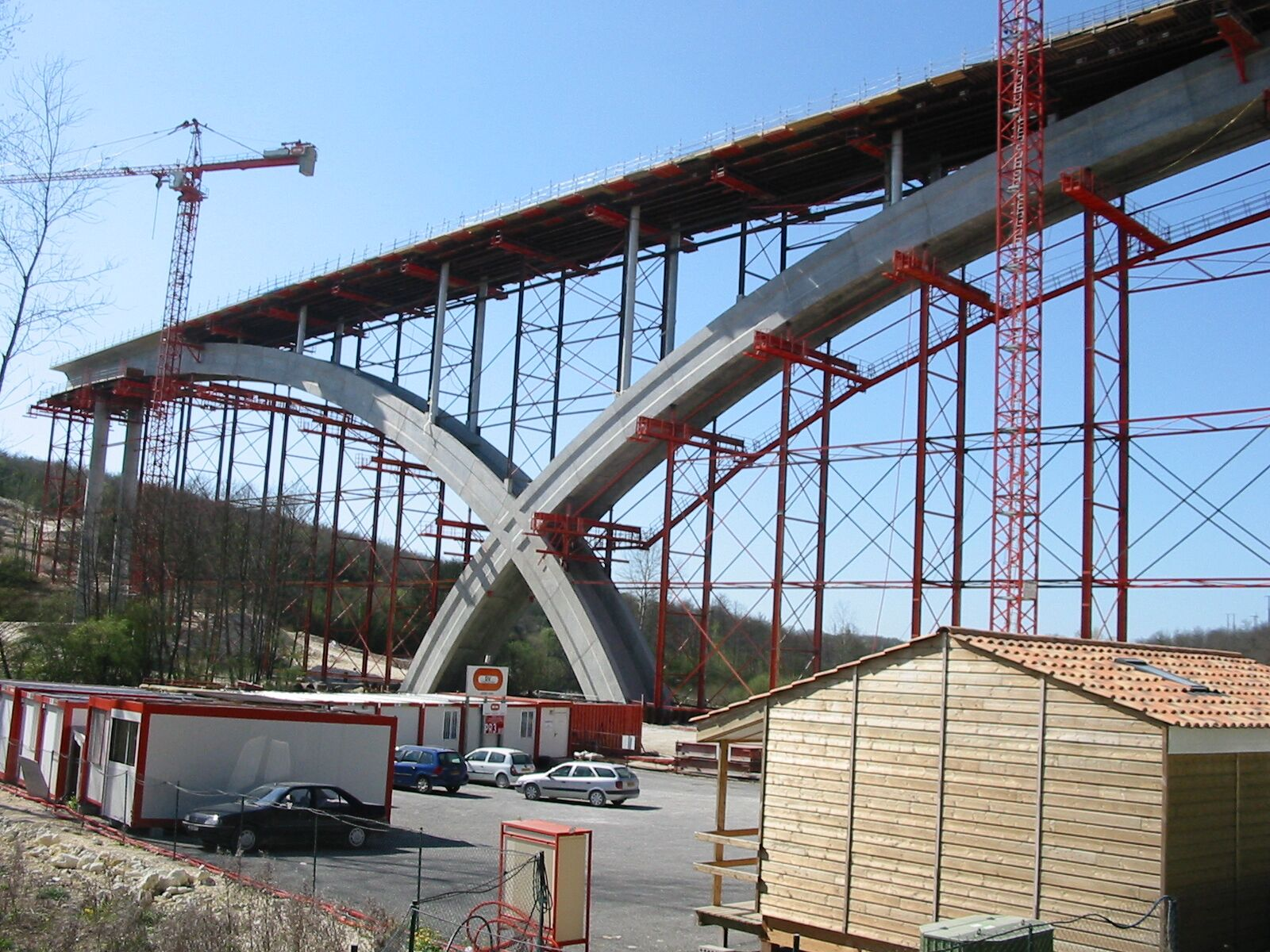
Виадук
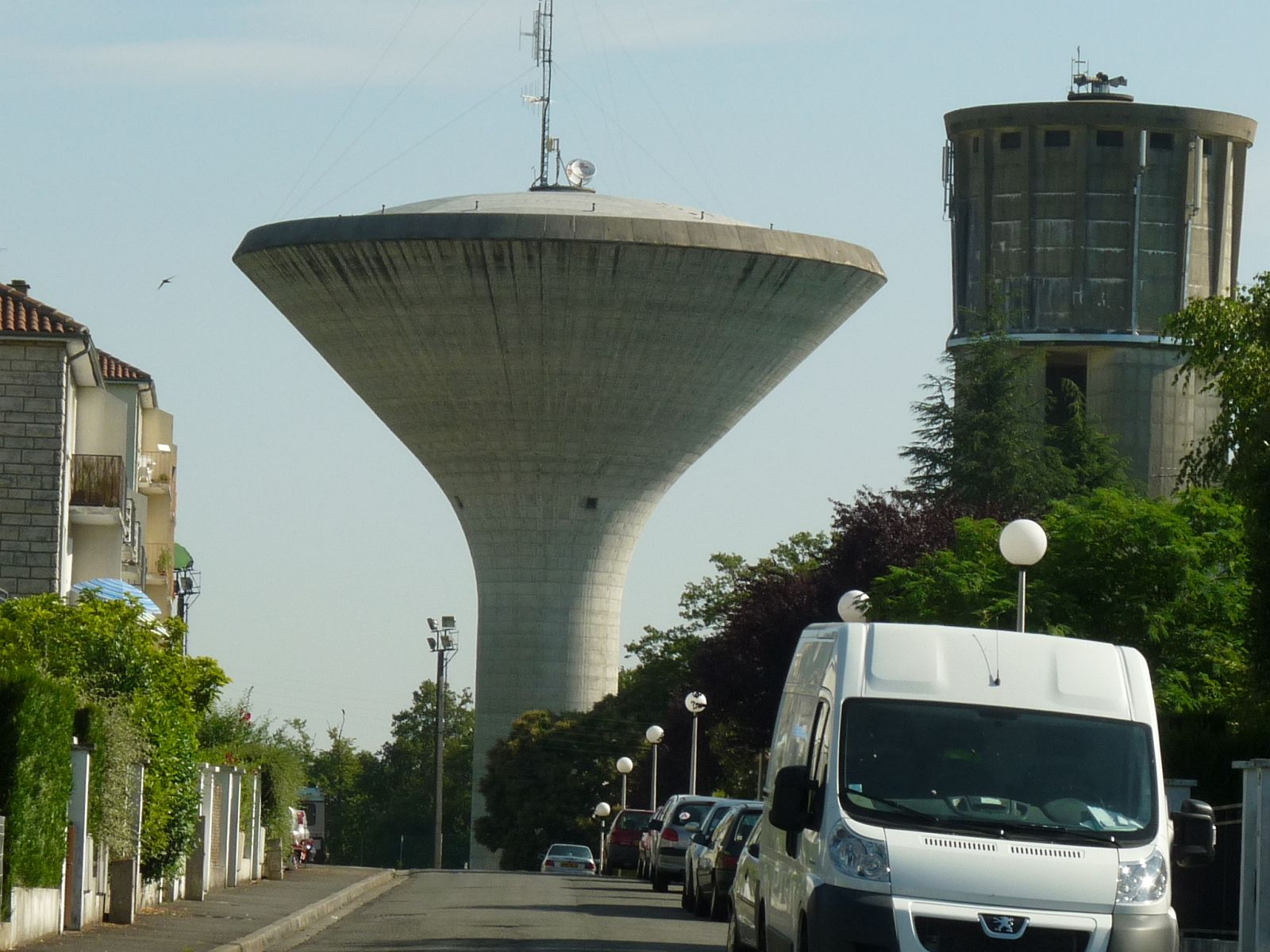
Водонапорная башня